# Grafonomía
Grafonomía es el campo interdisciplinario dirigido hacia el análisis científico del proceso de la escritura manual y el producto escrito.
Investigadores en reconocimiento de escritura manual, investigación forense de escritura manual, kinesiología, psicología, ciencias de la computación, inteligencia artificial, paleografía y neurociencia, cooperan con el objeto de lograr un mejor entendimiento de la habilidad humana de la escritura manual. La ciencia de la grafonomía no debe confundirse con la práctica de la grafología. 
Los temas en la grafonomía incluyen:
- Regeneración de escritura semi-manual - la producción simulada de una grabación determinada de movimiento de escritura manual. Esto es realizado sin usar señales cinemáticas o cinéticas grabadas pero utilizando un modelo extraído de control de movimiento humano.

- Generación de escritura automanual - el proceso de producir movimientos de escritura manual. Esto usualmente implica el uso de un modelo de simulación por computadora que puede generar movimiento y/o forma de escritura manual, produciendo texto generado nuevamente de manera similar a la escritura manual de una persona.

- Fluidez - medidas de fluidez de escritura manual incluyen la integral del absoluto de la señal de aceleración, o alternativamente, el absoluto de la integral de la función de tiempo de sobreaceleración.